# EHF Champions League der Frauen 2008/09
An der Champions League Saison 2008/09 nahmen insgesamt 32 Handball-Vereinsmannschaften teil, die sich in der vorangegangenen Saison in ihren Heimatländern für den Wettbewerb qualifizieren konnten. 16 davon zogen in die Gruppenphase ein. Es war die 49. Austragung der EHF Champions League bzw. des Europapokals der Landesmeister. Die Champions Leaguespiele begannen im September 2008, das Rückrundenfinale fand im Mai 2009 statt. Swesda Swenigorod war der Titelverteidiger. Viborg HK hat, in der Saison, zum zweiten Mal die Champions League der Frauen gewonnen.

## Modus
Von den 32 Mannschaften erreichten 16 die erste Gruppenphase. Die ersten zwei jeder Gruppe gelangten in die zweite Gruppenphase, bei der sie in zwei Gruppen spielten. Die ersten beiden dieser Gruppen spielten dann das Halbfinale im K.-o.-System. Alle Anwurfzeiten richteten sich nach dem Heimspielort (Zeitzonen).

## Qualifikation 1

### Gruppe A
| Datum                        |                   | Ergebnis          |                   |
| ---------------------------- | ----------------- | ----------------- | ----------------- |
| 5. September 2008, 14:30 Uhr | SKP Bratislava    | 30 : 25 (19 : 13) | HC Sassari        |
| 5. September 2008, 17:00 Uhr | Milli Piyango SK  | 36 : 19 (22 : 09) | LC Brühl Handball |
| 6. September 2008, 14:30 Uhr | LC Brühl Handball | 24 : 30 (13 : 15) | SKP Bratislava    |
| 6. September 2008, 17:00 Uhr | HC Sassari        | 21 : 34 (10 : 17) | Milli Piyango SK  |
| 7. September 2008, 14:30 Uhr | HC Sassari        | 25 : 19 (17 : 09) | LC Brühl Handball |
| 7. September 2008, 17:00 Uhr | SKP Bratislava    | 24 : 32 (11 : 18) | Milli Piyango SK  |

### Gruppe B
| Datum                        |                     | Ergebnis          |                     |
| ---------------------------- | ------------------- | ----------------- | ------------------- |
| 5. September 2008, 18:00 Uhr | AC Ormi-Loux Patras | 27 : 21 (15 : 12) | ŽRK Naisa Niš       |
| 5. September 2008, 20:00 Uhr | Madeira Andebol SAD | 22 : 21 (08 : 10) | VOC Amsterdam       |
| 6. September 2008, 18:00 Uhr | VOC Amsterdam       | 24 : 25 (12 : 16) | AC Ormi-Loux Patras |
| 6. September 2008, 20:00 Uhr | ŽRK Naisa Niš       | 25 : 21 (15 : 10) | Madeira Andebol SAD |
| 7. September 2008, 18:00 Uhr | ŽRK Naisa Niš       | 32 : 26 (16 : 13) | VOC Amsterdam       |
| 7. September 2008, 20:00 Uhr | AC Ormi-Loux Patras | 31 : 28 (16 : 15) | Madeira Andebol SAD |

## Qualifikation 2

### Gruppe A
| Datum                      |                     | Ergebnis          |                     |
| -------------------------- | ------------------- | ----------------- | ------------------- |
| 3. Oktober 2008, 10:00 Uhr | S.D. Itxako         | 27 : 29 (15 : 17) | HC Podravka Vegeta  |
| 3. Oktober 2008, 18:00 Uhr | HC Leipzig          | 27 : 26 (18 : 13) | AC Ormi-Loux Patras |
| 4. Oktober 2008, 20:00 Uhr | AC Ormi-Loux Patras | 18 : 33 (06 : 16) | S.D. Itxako         |
| 4. Oktober 2008, 18:00 Uhr | HC Podravka Vegeta  | 36 : 32 (19 : 16) | HC Leipzig          |
| 5. Oktober 2008, 17:00 Uhr | HC Podravka Vegeta  | 43 : 21 (21 : 07) | AC Ormi-Loux Patras |
| 5. Oktober 2008, 19:00 Uhr | S.D. Itxako         | 24 : 28 (12 : 14) | HC Leipzig          |

### Gruppe B
| Datum                      |                  | Ergebnis          |                  |
| -------------------------- | ---------------- | ----------------- | ---------------- |
| 3. Oktober 2008, 18:00 Uhr | Byåsen HE        | 33 : 32 (18 : 16) | Metz Handball    |
| 3. Oktober 2008, 20:00 Uhr | HC Dinamo        | 37 : 31 (21 : 20) | Milli Piyango SK |
| 4. Oktober 2008, 16:00 Uhr | Milli Piyango SK | 28 : 31 (14 : 15) | Byåsen HE        |
| 4. Oktober 2008, 18:00 Uhr | Metz Handball    | 31 : 30 (15 : 15) | HC Dinamo        |
| 5. Oktober 2008, 16:00 Uhr | Metz Handball    | 33 : 25 (15 : 12) | Milli Piyango SK |
| 5. Oktober 2008, 18:00 Uhr | Byåsen HE        | 27 : 28 (16 : 13) | HC Dinamo        |

### Gruppe C
| Datum                      |                             | Ergebnis          |                             |
| -------------------------- | --------------------------- | ----------------- | --------------------------- |
| 3. Oktober 2008, 18:00 Uhr | Ikast-Bording EH            | 44 : 31 (20 : 14) | SPR SAFO Lubin              |
| 3. Oktober 2008, 20:00 Uhr | C.S. Rulmentul-Urban Brașov | 30 : 21 (14 : 11) | SKP Bratislava              |
| 4. Oktober 2008, 14:00 Uhr | SKP Bratislava              | 29 : 38 (15 : 18) | Ikast-Bording EH            |
| 4. Oktober 2008, 16:00 Uhr | SPR SAFO Lubin              | 37 : 42 (17 : 25) | C.S. Rulmentul-Urban Brașov |
| 5. Oktober 2008, 13:30 Uhr | SPR SAFO Lubin              | 30 : 30 (16 : 16) | SKP Bratislava              |
| 5. Oktober 2008, 16:00 Uhr | Ikast-Bording EH            | 45 : 35 (23 : 18) | C.S. Rulmentul-Urban Brașov |

### Gruppe D
| Datum                      |                  | Ergebnis          |               |
| -------------------------- | ---------------- | ----------------- | ------------- |
| 3. Oktober 2008, 17:00 Uhr | Dunaferr NK      | 31 : 36 (17 : 17) | HC Motor      |
| 3. Oktober 2008, 19:15 Uhr | FCK Håndbold     | 33 : 17 (20 : 08) | ŽRK Naisa Niš |
| 4. Oktober 2008, 12:15 Uhr | HC ŽRK Naisa Niš | 20 : 28 (07 : 18) | Dunaferr NK   |
| 4. Oktober 2008, 14:30 Uhr | HC Motor         | 17 : 38 (13 : 15) | FCK Håndbold  |
| 5. Oktober 2008, 12:15 Uhr | HC Motor         | 26 : 29 (13 : 15) | ŽRK Naisa Niš |
| 5. Oktober 2008, 14:30 Uhr | Dunaferr NK      | 15 : 22 (07 : 12) | FCK Håndbold  |

## Gruppenphase

### Gruppen
| Gruppe A          | Gruppe B                | Gruppe C                  | Gruppe D       |
| ----------------- | ----------------------- | ------------------------- | -------------- |
| Swesda Swenigorod | Hypo Niederösterreich   | GK Lada Toljatti          | Viborg HK      |
| Győri ETO KC      | Orsan Elda Prestigio    | Larvik HK                 | RK Ljubljana   |
| HC Gjorce Petrov  | ŽRK Budućnost Podgorica | CS Oltchim Râmnicu Vâlcea | 1. FC Nürnberg |
| Ikast-Bording EH  | FCK Håndbold            | ŽRK Podravka Koprivnica   | Metz Handball  |

### Gruppe A
| Datum                        |                   | Ergebnis          |                   |
| ---------------------------- | ----------------- | ----------------- | ----------------- |
| 31. Oktober 2008, 20:00 Uhr  | HC Gjorce Petrov  | 21 : 24 (10 : 13) | Győri ETO KC      |
| 1. November 2008, 16:10 Uhr  | Ikast-Bording EH  | 31 : 25 (16 : 10) | Swesda Swenigorod |
| 9. November 2008, 14:00 Uhr  | Swesda Swenigorod | 30 : 22 (13 : 08) | HC Gjorce Petrov  |
| 9. November 2008, 15:45 Uhr  | Győri ETO KC      | 25 : 27 (15 : 11) | Ikast-Bording EH  |
| 15. November 2008, 14:10 Uhr | Ikast-Bording EH  | 32 : 26 (15 : 10) | HC Gjorce Petrov  |
| 16. November 2008, 15:30 Uhr | Győri ETO KC      | 29 : 23 (17 : 10) | Swesda Swenigorod |
| 2. Januar 2009, 20:00 Uhr    | HC Gjorce Petrov  | 28 : 22 (18 : 12) | Swesda Swenigorod |
| 3. Januar 2009, 16:10 Uhr    | Ikast-Bording EH  | 26 : 27 (13 : 16) | Győri ETO KC      |
| 10. Januar 2009, 14:00 Uhr   | Swesda Swenigorod | 28 : 28 (15 : 13) | Ikast-Bording EH  |
| 11. Januar 2009, 17:15 Uhr   | Győri ETO KC      | 35 : 20 (19 : 09) | HC Gjorce Petrov  |
| 17. Januar 2009, 14:00 Uhr   | Swesda Swenigorod | 28 : 29 (15 : 15) | Győri ETO KC      |
| 18. Januar 2009, 14:50 Uhr   | HC Gjorce Petrov  | 32 : 27 (20 : 12) | Ikast-Bording EH  |

### Gruppe B
| Datum                        |                         | Ergebnis          |                         |
| ---------------------------- | ----------------------- | ----------------- | ----------------------- |
| 1. November 2008, 18:30 Uhr  | ŽRK Budućnost Podgorica | 28 : 26 (16 : 11) | Orsan Elda Prestigio    |
| 2. November 2008, 15:50 Uhr  | FCK Håndbold            | 27 : 28 (13 : 13) | Hypo Niederösterreich   |
| 7. November 2008, 18:30 Uhr  | Hypo Niederösterreich   | 34 : 27 (17 : 11) | ŽRK Budućnost Podgorica |
| 8. November 2008, 16:30 Uhr  | Orsan Elda Prestigio    | 18 : 26 (9 : 17)  | FCK Håndbold            |
| 15. November 2008, 16:30 Uhr | Orsan Elda Prestigio    | 26 : 31 (12 : 17) | Hypo Niederösterreich   |
| 16. November 2008, 15:50 Uhr | FCK Håndbold            | 22 : 22 (11 : 08) | ŽRK Budućnost Podgorica |
| 3. Januar 2009, 18:00 Uhr    | ŽRK Budućnost Podgorica | 26 : 25 (13 : 17) | Hypo Niederösterreich   |
| 4. Januar 2009, 15:50 Uhr    | FCK Håndbold            | 28 : 19 (12 : 07) | Orsan Elda Prestigio    |
| 9. Januar 2009, 20:22 Uhr    | Hypo Niederösterreich   | 28 : 18 (17 : 08) | FCK Håndbold            |
| 10. Januar 2009, 16:30 Uhr   | Orsan Elda Prestigio    | 20 : 26 (10 : 14) | ŽRK Budućnost Podgorica |
| 16. Januar 2009, 20:22 Uhr   | Hypo Niederösterreich   | 33 : 22 (16 : 13) | Orsan Elda Prestigio    |
| 17. Januar 2009, 18:00 Uhr   | ŽRK Budućnost Podgorica | 25 : 22 (12 : 11) | FCK Håndbold            |

### Gruppe C
| Datum                        |                         | Ergebnis          |                         |
| ---------------------------- | ----------------------- | ----------------- | ----------------------- |
| 31. Oktober 2008, 16:15 Uhr  | ŽRK Podravka Koprivnica | 30 : 27 (13 : 12) | GK Lada Toljatti        |
| 2. November 2008, 19:00 Uhr  | CS Râmnicu Vâlcea       | 33 : 29 (16 : 17) | Larvik HK               |
| 7. November 2008, 19:00 Uhr  | GK Lada Toljatti        | 34 : 33 (15 : 13) | CS Râmnicu Vâlcea       |
| 9. November 2008, 18:00 Uhr  | Larvik HK               | 27 : 26 (12 : 13) | ŽRK Podravka Koprivnica |
| 15. November 2008, 16:00 Uhr | ŽRK Podravka Koprivnica | 20 : 30 (14 : 13) | CS Râmnicu Vâlcea       |
| 16. November 2008, 15:15 Uhr | Larvik HK               | 35 : 24 (15 : 13) | GK Lada Toljatti        |
| 3. Januar 2009, 17:00 Uhr    | ŽRK Podravka Koprivnica | 32 : 27 (11 : 14) | Larvik HK               |
| 4. Januar 2009, 19:00 Uhr    | CS Râmnicu Vâlcea       | 30 : 19 (13 : 09) | GK Lada Toljatti        |
| 10. Januar 2009, 15:00 Uhr   | GK Lada Toljatti        | 28 : 34 (12 : 14) | ŽRK Podravka Koprivnica |
| 11. Januar 2009, 16:15 Uhr   | Larvik HK               | 25 : 27 (15 : 13) | CS Râmnicu Vâlcea       |
| 18. Januar 2009, 15:00 Uhr   | GK Lada Toljatti        | 27 : 36 (10 : 16) | Larvik HK               |
| 18. Januar 2009, 19:00 Uhr   | CS Râmnicu Vâlcea       | 24 : 28 (13 : 16) | ŽRK Podravka Koprivnica |

### Gruppe D
| Datum                        |                | Ergebnis          |                |
| ---------------------------- | -------------- | ----------------- | -------------- |
| 1. November 2008, 17:00 Uhr  | Metz Handball  | 24 : 37 (13 : 17) | Viborg HK      |
| 2. November 2008, 16:00 Uhr  | 1. FC Nürnberg | 25 : 29 (18 : 15) | RK Ljubljana   |
| 8. November 2008, 14:20 Uhr  | Viborg HK      | 39 : 30 (20 : 12) | 1. FC Nürnberg |
| 9. November 2008, 17:45 Uhr  | RK Ljubljana   | 26 : 31 (11 : 19) | Metz Handball  |
| 15. November 2008, 17:30 Uhr | Metz Handball  | 32 : 24 (16 : 14) | 1. FC Nürnberg |
| 15. November 2008, 17:45 Uhr | RK Ljubljana   | 38 : 34 (20 : 22) | Viborg HK      |
| 3. Januar 2009, 19:00 Uhr    | 1. FC Nürnberg | 28 : 42 (16 : 23) | Viborg HK      |
| 3. Januar 2009, 19:30 Uhr    | Metz Handball  | 29 : 33 (12 : 18) | RK Ljubljana   |
| 10. Januar 2009, 14:20 Uhr   | Viborg HK      | 35 : 27 (19 : 11) | Metz Handball  |
| 10. Januar 2009, 17:45 Uhr   | RK Ljubljana   | 33 : 25 (17 : 09) | 1. FC Nürnberg |
| 17. Januar 2009, 16:10 Uhr   | Viborg HK      | 38 : 28 (19 : 16) | RK Ljubljana   |
| 17. Januar 2009, 19:00 Uhr   | 1. FC Nürnberg | 33 : 30 (15 : 15) | Metz Handball  |

## Hauptrunde

### Gruppen
| Gruppe A                | Gruppe B                  |
| ----------------------- | ------------------------- |
| Hypo Niederösterreich   | CS Oltchim Râmnicu Vâlcea |
| Viborg HK               | Győri ETO KC              |
| Ikast-Bording EH        | ŽRK Budućnost Podgorica   |
| ŽRK Podravka Koprivnica | RK Ljubljana              |

### Gruppe A
| Datum                       |                         | Ergebnis          |                         |
| --------------------------- | ----------------------- | ----------------- | ----------------------- |
| 7. Februar 2009, 15:15 Uhr  | ŽRK Podravka Koprivnica | 30 : 31 (14 : 17) | Hypo Niederösterreich   |
| 7. Februar 2009, 16:15 Uhr  | Ikast-Bording EH        | 24 : 38 (14 : 19) | Viborg HK               |
| 13. Februar 2009, 20:22 Uhr | Hypo Niederösterreich   | 32 : 24 (20 : 10) | Ikast-Bording EH        |
| 14. Februar 2009, 14:05 Uhr | Viborg HK               | 32 : 26 (15 : 10) | ŽRK Podravka Koprivnica |
| 20. Februar 2009, 20:22 Uhr | Hypo Niederösterreich   | 30 : 28 (16 : 13) | Viborg HK               |
| 21. Februar 2009, 14:05 Uhr | Ikast-Bording EH        | 28 : 31 (15 : 13) | ŽRK Podravka Koprivnica |
| 28. Februar 2009, 14:05 Uhr | Ikast-Bording EH        | 23 : 33 (11 : 19) | Hypo Niederösterreich   |
| 28. Februar 2009, 15:45 Uhr | ŽRK Podravka Koprivnica | 26 : 31 (10 : 17) | Viborg HK               |
| 14. März 2009, 16:15 Uhr    | Viborg HK               | 34 : 29 (18 : 12) | Ikast-Bording EH        |
| 14. März 2009, 16:37 Uhr    | Hypo Niederösterreich   | 38 : 28 (20 : 16) | ŽRK Podravka Koprivnica |
| 21. März 2009, 15:00 Uhr    | ŽRK Podravka Koprivnica | 36 : 26 (18 : 10) | Ikast-Bording EH        |
| 21. März 2009, 16:15 Uhr    | Viborg HK               | 33 : 31 (14 : 14) | Hypo Niederösterreich   |

### Gruppe B
| 07. Februar 2009, Sa. 17:45 Uhr | 2.000 Zuschauer Spielbericht | RK Ljubljana Lekić 9             | 31 : 35 (15 : 15) | Győri ETO KC 8 Görbicz               |
| 08. Februar 2009, So. 18:00 Uhr | 5.000 Zuschauer Spielbericht | Budućnost Podgorica Bulatović 10 | 23 : 22 (12 : 13) | CS Râmnicu Vâlcea 5 Lecușanu         |
| 15. Februar 2009, So. 17:15 Uhr | 2.500 Zuschauer Spielbericht | Győri ETO KC Görbicz 12          | 31 : 27 (15 : 14) | ŽRK Budućnost Podgorica 12 Bulatović |
| 15. Februar 2009, So. 18:45 Uhr | 2.000 Zuschauer Spielbericht | CS Râmnicu Vâlcea Lecușanu 7     | 36 : 30 (18 : 13) | RK Ljubljana 8 Mörtel                |
| 21. Februar 2009, Sa. 19:00 Uhr | 2.000 Zuschauer Spielbericht | CS Râmnicu Vâlcea Lecușanu 7     | 28 : 26 (16 : 14) | Győri ETO KC 10 Görbicz              |
| 22. Februar 2009, So. 17:45 Uhr | 2.500 Zuschauer Spielbericht | RK Ljubljana Golubic 8           | 35 : 28 (15 : 14) | ŽRK Budućnost Podgorica 8 Bulatović  |
| 28. Februar 2009, Sa. 17:45 Uhr | 2.000 Zuschauer Spielbericht | RK Ljubljana Lekić 9             | 35 : 34 (17 : 15) | CS Râmnicu Vâlcea 9 Ardean Elisei    |
| 28. Februar 2009, Sa. 18:00 Uhr | 5.000 Zuschauer Spielbericht | Budućnost Podgorica Radičević 8  | 26 : 26 (09 : 14) | Győri ETO KC 7 Tomori                |
| 15. März 2009, So. 17:15 Uhr    | 2.800 Zuschauer Spielbericht | Győri ETO KC Verten 9            | 34 : 33 (19 : 13) | RK Ljubljana 9 Bodnijewa             |
| 15. März 2009, So. 19:00 Uhr    | 2.000 Zuschauer Spielbericht | CS Râmnicu Vâlcea Lecușanu 8     | 31 : 22 (15 : 08) | ŽRK Budućnost Podgorica 6 Jovanović  |
| 21. März 2009, Sa. 15:15 Uhr    | 2.500 Zuschauer Spielbericht | Győri ETO KC Tomori 8            | 30 : 28 (15 : 13) | CS Râmnicu Vâlcea 6 Puscasu          |
| 22. März 2009, So. 17:45 Uhr    | 3.000 Zuschauer Spielbericht | Budućnost Podgorica Bulatović 9  | 37 : 32 (19 : 16) | RK Ljubljana 6 Lekić                 |

## Halbfinale
Die Auslosung der Halbfinalspiele fand am 24. März 2009 um 11:00 Uhr (GMT+2) in Wien statt.

Die Hinspiele fanden am 12. April 2009 statt. Die Rückspiele fanden am 18./19. April 2009 statt.
| Mannschaft 1              | Mannschaft 2 | Hinspiel             | Rückspiel            | Gesamt  |
| ------------------------- | ------------ | -------------------- | -------------------- | ------- |
| CS Oltchim Râmnicu Vâlcea | Viborg HK    | 12.04. So. 18:30 Uhr | 18.04. Sa. 14:05 Uhr | 49 : 55 |
| CS Oltchim Râmnicu Vâlcea | Viborg HK    | 28 : 34 (11 : 16)    | 21 : 21 (12 : 08)    | 49 : 55 |

### RumänienCS Râmnicu Vâlcea – Viborg HKDanemark28: 34 (11:16)
12. April 2009 in Vâlcea, "Traian" Sport Hall, 3.000 Zuschauer.
CS Râmnicu Vâlcea: Smedescu, Dinu – Ardean Elisei  (6), Maier (5), Puscasu (5), Luca  (4), Fiera (3), Manea (3), Lecușanu  (2), Berehoiu, Borbás, Pidpalowa , Schymkute, Szűcs
Viborg HK: Due, Lunde Haraldsen – Jurack   (7), Mikkelsen (7), Skov   (5), Várzaru  (5), Althaus  (4), Lunde  (4), Nielsen (2), Aaen, Bjørndalen, Smidt  , Kovacsicz, Zhai
Referees:  Nikolaos Korres & Sotiris Migas
Quelle: Spielbericht

### DanemarkViborg HK – CS Râmnicu VâlceaRumänien21: 21 (08:12)
18. April 2009 in Viborg, Viborg Stadionhal, 2.000 Zuschauer.
Viborg HK: Due, Lunde Haraldsen – Althaus  (6), Mikkelsen (5), Skov (4), Jurack   (3), Várzaru  (2), Lunde   (1), Aaen, Bjørndalen , Kovacsicz, Nielsen , Smidt , Zhai
CS Râmnicu Vâlcea: Dinu – Lecușanu (7), Maier (5), Manea (4), Gatzel  (2), Luca  (1), Puscasu (1), Vadineanu (1), Ardean Elisei, Berehoiu, Fiera   , Ivan, Pidpalowa, Tolnai
Referees:  Zigmārs Stoļarovs & Renārs Līcis
Quelle: Spielbericht
| Mannschaft 1          | Mannschaft 2 | Hinspiel             | Rückspiel            | Gesamt  |
| --------------------- | ------------ | -------------------- | -------------------- | ------- |
| Hypo Niederösterreich | Győri ETO KC | 12.04. So. 20:22 Uhr | 19.04. So. 16:15 Uhr | 47 : 54 |
| Hypo Niederösterreich | Győri ETO KC | 26 : 25 (15 : 13)    | 21 : 29 (09 : 12)    | 47 : 54 |

### OsterreichHypo Niederösterreich – Győri ETO KCUngarn26: 25 (15:13)
12. April 2009 in Maria Enzersdorf, 1.200 Zuschauer.
Hypo Niederösterreich: Blazek, Englert – do Nascimento (6), Aćimović   (5), Kis-Máténe Kirsner (5), Toth  (4), Myong (3), Oh (2), Kim  (1), Borges Mesquita, Cavaleiro, Piedade, Lerant, Plach
Győri ETO KC: Herr, Pálinger – Görbicz (7), Mravikova (5), Tomori (4), Hornyak   (3), Spiridon  (2), Verten  (2), Herr (1), Kovacsics (1), Horvath, Hosszu, Kisfaludy, Rotis Nagy
Referees:  Oyvind Togstad & Rune Kristiansen
Quelle: Spielbericht

### UngarnGyőri ETO KC – Hypo NiederösterreichOsterreich29: 21 (12:09)
19. April 2009 in Győr, Magvassy Mihály Sporthalle, 2.800 Zuschauer.
Győri ETO KC: Herr, Pálinger – Görbicz (13), Herr (5), Kovacsics (3), Mravikova (3), Hornyak   (2), Verten   (2), Spiridon  (1), Deaki, Hosszu, Kisfaludy, Rotis Nagy , Tomori  
Hypo Niederösterreich: Blazek, Englert – Toth  (5), Aćimović     (3), do Nascimento  (3), Kim (3), Myong (3), Piedade  (2), Borges Mesquita (1), Kis-Máténe Kirsner (1), Cavaleiro , Lerant, Oh , Plach
Referees:  Bernd Methe & Reiner Methe
Quelle: Spielbericht

## Finale
Die Auslosung des Finales fand am 21. April 2009 um 11:00 Uhr (GMT+2) in Wien statt.

Das Hinspiel fand am 9. Mai 2009 statt. Das Rückspiel fand am 16. Mai 2009 statt.
| Mannschaft 1 | Mannschaft 2 | Hinspiel             | Rückspiel            | Gesamt  |
| ------------ | ------------ | -------------------- | -------------------- | ------- |
| Viborg HK    | Győri ETO KC | 09.05. Sa. 16:15 Uhr | 16.05. Sa. 16:15 Uhr | 50 : 49 |
| Viborg HK    | Győri ETO KC | 24 : 26 (14 : 15)    | 26 : 23 (14 : 10)    | 50 : 49 |

### Viborg HK – Győri ETO KC 24: 26 (14:15)
9. Mai 2009 in Aalborg, 5.600 Zuschauer.
Viborg HK: Due, Lunde Haraldsen – Althaus    (6), Skov  (6), Jurack   (4), Lunde (2), Mikkelsen (2), Vărzaru (2), Kovacsicz  (1), Nielsen  (1), Aaen, Bjørndalen, Smidt, Chao
Győri ETO KC: Oguntoye, Herr, Pálinger – Tomori (7), Verten (6), Herr (5), Kovacsics   (3), Mravikova (2), Spiridon  (2), Hornyak   (1), Deaki, Horvath, Hosszu, Rotis Nagy
Referees:  Lars Geipel & Marcus Helbig
Quelle: Spielbericht

### Győri ETO KC – Viborg HK 23: 26 (10:14)
16. Mai 2009 in Veszprém, Magvassy Mihály Sportcsarnok, 5.100 Zuschauer.
Győri ETO KC: Herr, Pálinger – Kovacsics  (6), Herr (4), Verten (4), Mravikova (3), Spiridon  (3), Tomori (2), Hornyak      (1), Deaki, Horvath, Hosszu, Kisfaludy, Rotis Nagy
Viborg HK: Due, Lunde Haraldsen – Mikkelsen (7), Jurack    (4), Lunde    (4), Skov  (4), Nielsen (3), Aaen (1), Althaus      (1), Vărzaru (1), Chao (1), Bjørndalen, Kovacsicz, Nørgaard
Referees:  Gregorio Muro San Jose & Alfonso Rodriguez Murcia
Quelle: Spielbericht

## Statistiken

### Torschützenliste

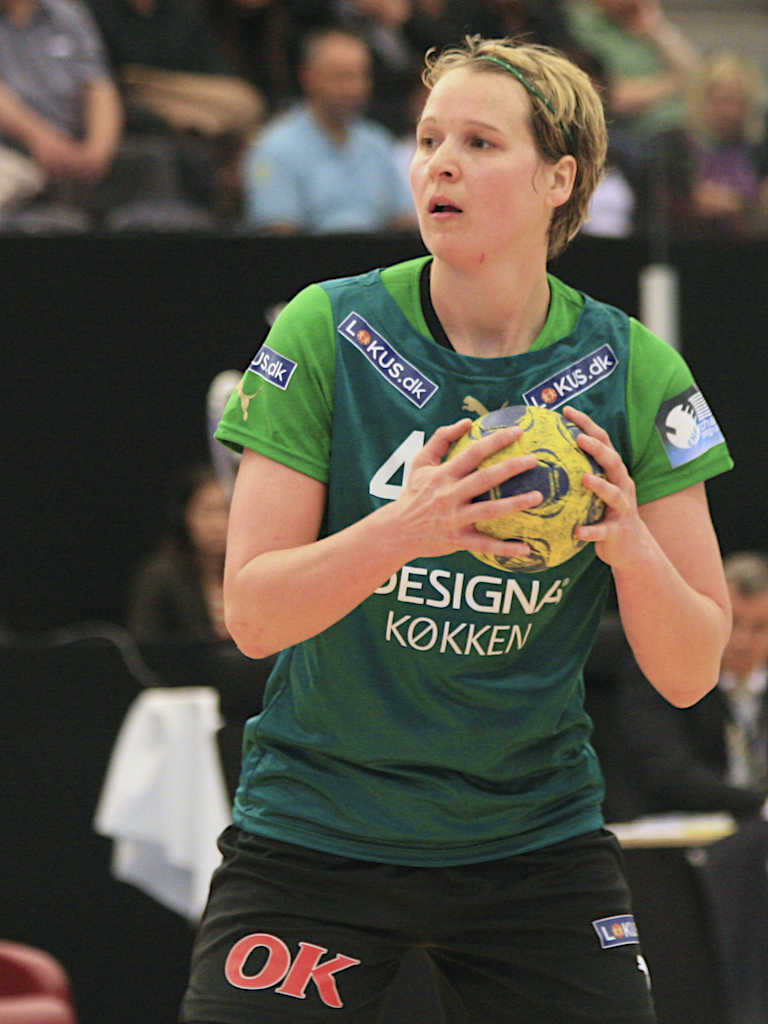
Grit Jurack

| Rang | Spielerin                 | Mannschaft              | Tore |
| ---- | ------------------------- | ----------------------- | ---- |
| 01.  | Grit Jurack               | Viborg HK               | 113  |
| 02.  | Anita Görbicz             | Győri ETO KC            | 94   |
| 03.  | Andrea Lekić              | RK Ljubljana            | 88   |
| 04.  | Tímea Tóth                | Hypo Niederösterreich   | 80   |
| 05.  | Alexandra do Nascimento   | Hypo Niederösterreich   | 79   |
| 06.  | Katarina Bulatović        | ŽRK Budućnost Podgorica | 75   |
|      | Zsuzsanna Tomori          | Győri ETO KC            | 75   |
| 08.  | Bojana Popović            | Viborg HK               | 73   |
| 09.  | Orsolya Vérten            | Győri ETO KC            | 71   |
| 10.  | Georgeta Narcisa Lecușanu | CS Râmnicu Vâlcea       | 66   |
|      | Rikke Skov                | Viborg HK               | 66   |